# آیرا اچ. مورگان
آیرا اچ. مورگان (انگلیسی: Ira H. Morgan؛ ۲ آوریل ۱۸۸۹ – ۱۰ آوریل ۱۹۵۹) فیلم‌بردار اهل ایالات متحده آمریکا بود.
از فیلم‌ها یا مجموعه‌های تلویزیونی که وی در آن‌ها نقش داشته‌است می‌توان به جمع اضداد محال است، آکادمی نظامی وست‌پوینت و سایکلاپس اشاره نمود.